# Serzh Sargsyan
Serzh Sargsyan (tiếng Armenia: Սերժ Ազատի Սարգսյան, sinh ngày 30 tháng 6 năm 1954) là vị Tổng thống thứ ba của Armenia. Ông đã thắng cử trong cuộc bầu cử tổng thống tháng 2 năm 2008 với sự ủng hộ của đảng Cộng hòa bảo thủ Armenia, đảng do ông làm chủ tịch, và nhậm chức vào tháng 4 năm 2008. Vào ngày 18 tháng 2 năm 2013, ông tái đắc cử Tổng thống.
Ngay sau khi kết thúc nhiệm kỳ tổng thống vào ngày 9 tháng 4 năm 2018, Sargsyan được bầu làm Thủ tướng Armenia vào ngày 17 tháng 4. Các nhân vật phản đối mô tả điều này như là "chiếm lấy quyền lực" và có những cuộc biểu tình quy mô lớn chống lại ông. Những cuộc biểu tình cuối cùng đã thành công trong việc gây áp lực Sargsyan, ông đã từ chức vào ngày 23 tháng 4.

## Tiểu sử
Serzh Sargsyan sinh ngày 30 tháng 6 năm 1954 ở tỉnh tự trị Nagorno-Karabakh, Cộng hòa Xã hội Xô Viết Azerbaijan. Ông được nhập học Đại học tổng hợp Nhà nước Yerevan vào năm 1971, phục vụ trong các lực lượng vũ trang của Liên Xô trong thời gian 1971-72, và tốt nghiệp từ khoa Ngữ văn của Đại học tổng hợp Nhà nước Yerevan vào năm 1979. Năm 1983, ông kết hôn với Rita. Họ có hai con gái, Anush và Satenik, và cháu gái, Mariam. Ông là Chủ tịch Liên đoàn Cờ vua Armenia. Ngoài tiếng mẹ đẻ Armenia của mình, ông thông thạo tiếng Nga.

## Sự nghiệp chính trị

### Đầu sự nghiệp
Năm 1979 khi ông trở thành người đứng đầu Ủy ban Hiệp hội Thanh niên Đảng Cộng sản Stepanakert. Sau đó, ông là Bí thư thứ hai, Bí thư thứ nhất, Trưởng Ban Tuyên giáo Thành phố Stepanakert, Ban Chỉ đạo Đơn vị Tổ chức Cộng đồng khu vực Nagorno-Karabakh, và cuối cùng là trợ lý cho Genrikh Poghosyan, Bí thư thứ nhất Ủy ban khu vực Nagorno-Karabakh.
Khi căng thẳng tăng lên ở Nagorno-Karabakh giữa Armenia và Azerbaijan, Sargsyan trở thành Chủ tịch của Ủy ban Lực lượng Tự vệ Cộng hòa Nagorno-Karabakh và sau đó được bầu vào Hội đồng Tối cao Armenia năm 1990.
Từ 1993 đến 1995, ông là Bộ trưởng Bộ Quốc phòng; sau đó ông là Cục trưởng Cục An ninh Nhà nước và sau đó là Bộ trưởng Bộ An ninh Quốc gia đến năm 1996. Từ năm 1999 đến năm 2000, ông phục vụ với tư cách là Tham mưu Trưởng cho Tổng thống Robert Kocharyan, và ông là Bộ trưởng Quốc phòng từ sau đó cho đến năm 2007. Ông là thư ký của Hội đồng An ninh Quốc gia do Tổng thống Kocharyan lãnh đạo từ năm 1999 đến năm 2007. Ngày 4 tháng 4 năm 2007 Sargsyan được bổ nhiệm làm Thủ tướng, sau cái chết đột ngột của Andranik Margaryan.

### Bầu cử tổng thống
Sargsyan, với sự ủng hộ của Tổng thống Kocharyan, được xem là ứng cử viên mạnh nhất cho chức vụ Tổng thống Armenia trong cuộc bầu cử tổng thống tháng 2/2008. Kết quả tạm thời đầy đủ cho thấy anh ta giành được khoảng 53% số phiếu bầu, đa số vòng đầu tiên, trước ứng cử viên thứ hai Levon Ter-Petrossian.
Cuộc bầu cử tổng thống năm 2008 được OSCE, Liên minh châu Âu (EU) và các nước phương Tây giám sát.
Những người ủng hộ Ter-Petrossian, tranh chấp các kết quả chính thức, đã tổ chức các cuộc biểu tình lớn tại Yerevan trong hơn một tuần sau cuộc bầu cử, cho đến khi họ bị chia rẽ dữ dội vào ngày 1 tháng 3; 10 người (8 người biểu tình và 2 nhân viên cảnh sát) bị giết, và tình trạng khẩn cấp được áp dụng trong 20 ngày, kết thúc vào ngày 20 tháng 3 năm 2008.

## Tổng thống
Serzh Sargsyan đã tuyên thệ nhậm chức Tổng thống tại Nhà hát Opera Yerevan vào ngày 9 tháng 4. Đề cập đến "sự kiện đau đớn" sau cuộc bầu cử, ông "thúc giục tất cả mọi người cùng nhau tìm kiếm và tìm cách để hòa giải, phát triển và tương lai của Armenia". Ông bổ nhiệm Tigran Sargsyan, người đã từng là Chủ tịch Ngân hàng Trung ương và không phải là thành viên của một đảng chính trị, làm Thủ tướng. Theo báo cáo của Freedom House "Năm 2011, chính phủ đã thực hiện các bước cụ thể để thực hiện các lời hứa lâu dài và thường xuyên lặp lại để đối đầu với tham nhũng. Các dịch vụ chính phủ điện tử giảm nguy cơ hối lộ, trong khi các quy định mới và thực thi nghiêm ngặt hơn dẫn đến số vụ kiện và phạt tiền cao hơn chống lại các quan chức cấp cao và các công ty lớn. Do nỗ lực của chính phủ được củng cố hơn nhằm loại bỏ tham nhũng, xếp hạng tham nhũng của Armenia cải thiện từ 5,50 xuống 5,25."
Trong nhiệm kỳ tổng thống của Sargsyan, kỷ lục về tự do ngôn luận và tự do báo chí nói chung cũng được cải thiện ở Armenia. Thâm nhập Internet tăng mạnh - từ 6,2% năm 2008 lên 37% năm 2011, cung cấp khả năng truy cập nhiều hơn vào phương tiện truyền thông trực tuyến, tăng nhanh về số lượng, bao gồm cả blogosphere - với hơn 10.000 blogger vào năm 2011.
Sau cuộc bầu cử Sargsyan cũng cho phép các cuộc biểu tình đối lập diễn ra tại Yerevan và cam kết tuân thủ các yêu cầu của Hội đồng Châu Âu về việc chấm dứt sự đàn áp của chính phủ đối với phe đối lập.
Sự sôi động của xã hội dân sự đã tăng lên đáng kể trong những năm qua với số lượng các tổ chức phi chính phủ tăng trưởng cao hơn và các nhà hoạt động dân sự thành công trong việc nâng cao nhận thức của cộng đồng và tổ chức các chiến dịch quan trọng trong lĩnh vực nhân quyền, bảo vệ môi trường và sự công bằng xã hội. Tuy nhiên, vận động công chúng vẫn có tác động hạn chế đến chính sách công.

## Cuộc biểu tình chống lại chức tổng thống của ông
Các cuộc biểu tình lớn chống lại chế độ của Sargsyan bắt đầu vào năm 2011. Trong một nhượng bộ cho những người biểu tình, Sargsyan cho biết vào ngày 20 tháng 4 năm 2011 rằng chính phủ sẽ đề xuất điều tra kỹ lưỡng về bạo lực sau cuộc bầu cử ba năm trước đó.
Vào tháng 7 năm 2016, người dân Armenia đã phản đối tại thủ đô Yerevan để giải phóng tất cả các tù nhân chính trị và yêu cầu tổng thống Serzh Sargsyan từ chức và để chấm dứt sự đồi bại của ông theo những người biểu tình Armenia.

## Thủ tướng (2018)
Ngay sau khi kết thúc nhiệm kỳ tổng thống vào ngày 9 tháng 4 năm 2018, Sargsyan được bầu làm Thủ tướng Armenia vào ngày 17 tháng 4. Các nhân vật phản đối mô tả điều này như là "chiếm lấy quyền lực" và có những cuộc biểu tình quy mô lớn chống lại ông. Những cuộc biểu tình cuối cùng đã thành công trong việc gây áp lực Sargsyan, ông đã từ chức vào ngày 23 tháng 4. Cựu thủ tướng Karen Karapetyan đã kế nhiệm Sargsyan trong vai trò thủ tướng.